# یوها ماننرکرپی
یوها ماننرکرپی (انگلیسی: Juha Mannerkorpi; ۲۸ ژوئن ۱۹۱۵ – ۱۵ سپتامبر ۱۹۸۰) مؤلف (پدیدآور)، مترجم، و فیلم‌نامه‌نویس اهل فنلاند بود.
وی همچنین برندهٔ جوایزی همچون جایزه اینو لینو شده‌است.